# 神谷武
神谷 武（かみたに たけし、1949年12月 - ）は日本の外交官。国連公使等を経て、駐アルジェリア特命全権大使や駐パラグアイ特命全権大使を歴任。

## 人物
京都府京都市出身。高槻高等学校を経て、1973年京都大学法学部を卒業し、外務省入省。妻はエッセイストで元NHK職員の神谷ちづ子。
法務省入国管理局政策課長、国際連合日本政府代表部公使、リオデジャネイロ総領事を経て、2006年国際研修協力機構常務理事兼国際部長を経て、2008年10月駐アルジェリア特命全権大使。
2011年駐パラグアイ特命全権大使に就任。パラグアイ政府との間で、総額150万ドルの草の根・人間の安全保障無償資金協力プロジェクトを締結した。2014年4月1日から鹿島建設株式会社顧問。
2024年、瑞宝中綬章受章。

## 同期入省
- 河野雅治（11年駐伊大使・09年駐露大使・07年外務審議官・05年総合外交政策局長）
- 塩尻孝二郎（11年EU大使・08年駐インドネシア大使・05年外務省大臣官房長）
- 天野万利（07年OECD事務次長）
- 塩崎修（08年駐ホンジュラス大使）
- 坂場三男（08年駐ベトナム大使・06年外務報道官・中南米局長）
- 伊藤哲雄（09年駐ハンガリー大使・05年駐カザフスタン大使）
- 加来至誠（11年駐ホンジュラス大使、07年駐エルサルバドル大使）
- 野川保晶（12年駐ニュージーランド大使、07年駐ミャンマー大使）
- 杉本信行（01年上海総領事）
- 鈴木一泉（10年駐コロンビア大使）
- 並木芳治（10年駐コスタリカ大使）
- 中村滋（11年駐マレーシア大使・06年駐サウジアラビア大使・04国際情報統括官）
- 岩谷滋雄（10年駐オーストリア大使・07年駐ケニア大使）
- 鹿取克章（11年駐インドネシア大使・06年駐イスラエル大使）
- 黒田義久（10年駐ウズベキスタン大使）
- 塩口哲朗（11年駐ベネズエラ大使・08年駐ヨルダン大使・06年国際協力銀行理事・04年駐コートジボワール大使）
- 水野達夫（07年駐ネパール大使）
- 堀江正彦（07年駐マレーシア大使・04年駐カタール大使）
- 岡田眞樹（11年駐タンザニア大使・09年農畜産業振興機構理事）
- 小林正雄（11年駐ガボン大使・10年官房調査官）
- 佐藤博史（12年駐キューバ大使）
- 川原英一（13年駐グアテマラ大使）
- 吉田潤（13年駐モーリタニア大使）